# 7170 Livesey
7170 Livesey eller 1987 MK är en asteroid i huvudbältet som upptäcktes den 30 juni 1987 av den australiensiske astronomen Robert H. McNaught vid Siding Spring-observatoriet. Den är uppkallad efter amatörastronomen Ron Livesey.
Asteroiden har en diameter på ungefär 3 kilometer, den tillhör asteroidgruppen Eunomia.